# Zarečki krov
Zarečki krov je prostrana pećina koja podsjeća na krov iznad koje rječica Pazinčica u svom toku stvara desetak metara visok vodopad i jezero skoro deset metara dubine. Jedna je od najzanimljivijih prirodnih atrakcija doline Pazinčice. Nalazi se 3 km od Pazina prema Cerovlju u Hrvatskoj. Svi slapovi na Pazinčici imaju taj karakterističan oblik - pećinu ispod vodopada. Nizvodno od Zarečkog krova nalazi se pećina i slap Pazinski krov.
Tijekom ljetnih mjeseca mladi Pazinjani tu pronalaze mjesto za kupanje i osvježenje. Okolne stijene su kao uređeni penjački smjerovi cijenjeni među penjačima.

## Galerija slika
- Zarecki krov mapsdrone

## Zanimljivosti
Održava se Vaterpolski turnir "Zarečki krov".

## Vanjske poveznice
|  | Zajednički poslužitelj ima još gradiva o temi Zarečki krov |